# Phùng-Nguyên-Kultur
Die Phùng-Nguyên-Kultur ist eine Kultur am Übergang von der Steinzeit zur Bronzezeit im heutigen Vietnam. Namengebend ist der seit 1959 mehrfach ausgegrabene Fundort Phùng Nguyên in der nordvietnamesischen Provinz Phú Thọ. Insgesamt werden zu dieser Kultur etwa 70 Fundorte gerechnet, die von der Provinz Phú Thọ im Westen bis zur Provinz Bắc Ninh, östlich von Hanoi, verbreitet sind.
Verschiedentlich wird diese Kultur bis heute zur Bronzezeit gezählt und in die Zeit zwischen 2000 und 1500 v. Chr. datiert. Jedoch wurden an keinem dieser Fundplätze eindeutige Bronzeartefakte, Gussformen oder sonstige Beweise für Bronzenutzung oder gar -herstellung nachgewiesen und auch die in der vietnamesischen Literatur reklamierten „Bronzereste“ sind niemals eindeutig dokumentiert worden. Die in den 1970er-Jahren am Ostberliner 14C-Labor des Zentralinstituts für Alte Geschichte und Archäologie erstellten Radiokarbondaten von verschiedenen Fundplätzen dieser Kultur weisen zwar teilweise jenes hohe Alter aus, doch stammen die datierten Proben aus Fundlagen, deren Zusammenhang mit den Gräbern, Siedlungsschichten, Geräten und Schmuck aus Stein sowie der Keramik dieser Kultur sehr fraglich ist.

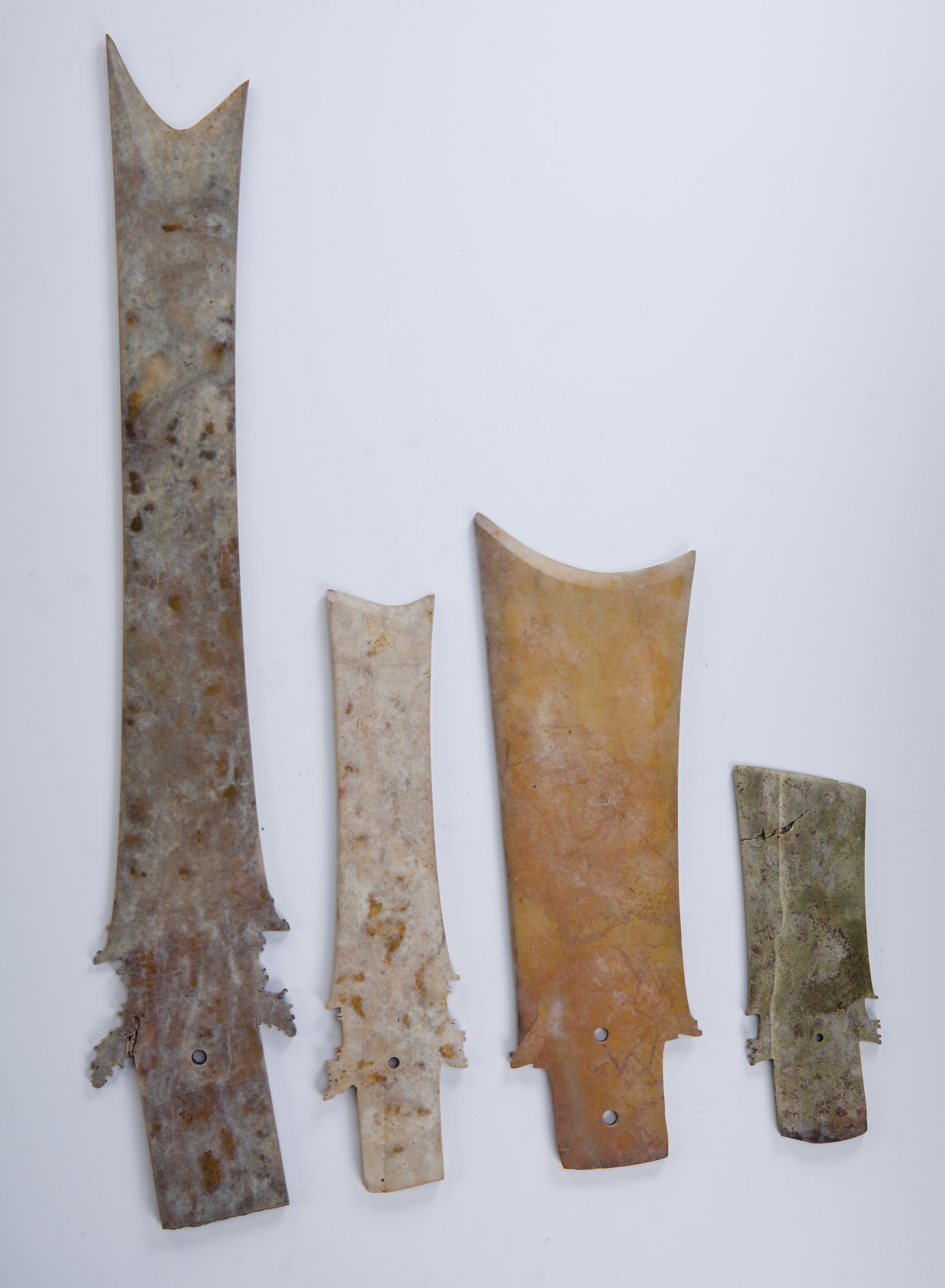
Nephritzepter der Phùng-Nguyên-Kultur in Nordvietnam. Datierung: um 1300 v. Chr.

Aus heutiger Sicht dürften die meisten Fundplätze der Phùng-Nguyên-Kultur in die Zeit von 1600 bis 1200 v. Chr. gehören. Das belegen auch „Nephrit-Zepter“ aus Gräbern von Phùng Nguyên und Xóm Rền. Letzterer ist ein Fundplatz mit Gräberfeld und Siedlung ebenfalls in der Provinz Phú Thọ, an dem zwischen 1969 und 2015 insgesamt sieben Ausgrabungen stattfanden. Die nächstgelegenen Parallelen zu diesen Zeptern fanden sich in den Opfergruben von Sanxingdui und unter den Funden von Jinsha, beide Fundplätze rund 1000 km nördlich nahe Chengdu in Sichuan gelegen, mit einer Datierung etwa in das 13. Jh. v. Chr. Die am höchsten entwickelten Stein- und Keramikobjekte dieser Kultur haben solch auffällige Parallelen im Material der späten Shang- und frühen Westlichen Zhou-Periode Chinas, dass die „Blütezeit“ der Phùng-Nguyên-Kultur an das Ende des 2. Jahrtausend v. Chr. gehört.
Die Grabausstattung war sehr unterschiedlich. Sie konnte auf nur ein Tongefäß oder Steinobjekt beschränkt sein oder auch eine sehr reiche Schmuckkollektion umfassen. Die Toten lagen in der Regel gestreckt auf dem Rücken. Bemerkenswert ist die breite Palette an Geräten und Schmuckobjekten aus Stein, darunter viele Funde, z. B. scheibenförmige Bohrkerne von Armringen oder Schleifsteine, die Steinverarbeitung direkt an Orten dieser Kultur beweisen. Unter den Steingeräten dominieren Beile und Dechsel, darunter sog. Schulter- und Vierkantbeile/-dechsel, wie sie in vielen spätneolithischen Kulturen Vietnams üblich waren.
Zahlreiche Tonspinnwirtel von vielen Fundorten gehören zu den ältesten in Vietnam und belegen den Beginn lokaler Textilfertigung durch das Verspinnen von Fasern zu Garn. In den meisten anderen Gebieten Südostasiens sind Spinnwirtel erst auf bronzezeitlichen Fundplätzen des 1. Jahrtausends v. Chr. nachgewiesen. Zu den ungewöhnlichen Funden gehören auch Steinschlägel, die vermutlich zur Herstellung von Kleidung aus Rindenbast dienten, wie sie bei vielen ethnischen Minderheiten in den Berggebieten bis in die Neuzeit üblich war.

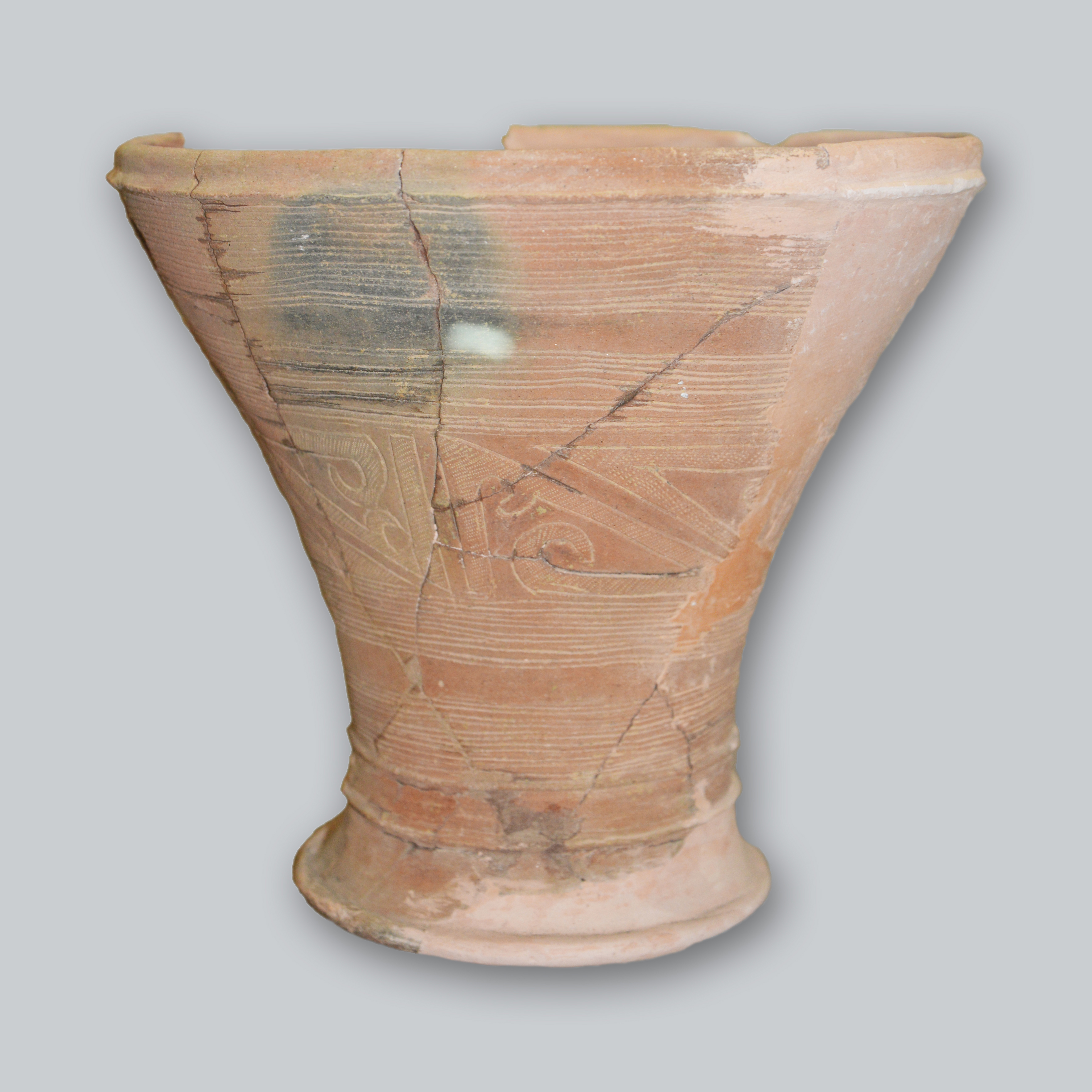
Reich veiertes Tongefäß von Xóm Rền, Provinz Phú Thọ, Nordvietnam. Datierung: um 1300 v. Chr.

Viele Tongefäße sind ungewöhnlich reich mit eingestochenen oder eingeritzten Motiven verziert. Die Symmetrie und Komplexität dieser Verzierungen, aber auch Einzelmotive wie das C- und S-Ornament erinnern an Darstellungen auf Bronzen der Spätphase der Shang-Dynastie (~1600–1046). Einige Gefäßformen, z. B. trichterförmige Gefäße mit Standring, wirken wie die Anfänge einer Tradition, die sich über 1000 Jahre später bei den bronzenen thố-Gefäßen der Đông-Sơn-Kultur wiederfindet.
Knochen und Zähne von Büffel/Rind, Schwein, Hund, Huhn und Elefant sowie Molluskenschalen weisen auf den Haustierbestand bzw. die Ernährung der Anwohner. Pfeil- und Speerspitzen aus Stein oder Knochen belegen Fernjagd, wobei anzunehmen ist, dass die meisten Spitzen der Waffen aus organischen Materialien, z. B. Bambus oder Knochen, hergestellt worden waren und sich nicht erhalten haben.